# Campeonato Zimbabuense de Futebol
A Zimbabwe Premier Soccer League (português: Primeira Liga de Futebol de Zimbábue) é o campeonato principal de futebol do Zimba. Foi fundada em 1980, como sucessora da Liga Nacional de Futebol da Rodésia formada em 1962. Atualmente, é patrocinada pela Delta Beverages sob a marca Castle Lager, sendo conhecida como Castle Lager Premier Soccer League. O acordo de patrocínio atual é válido desde 2011 e vale 3,6 milhões de dólares.
A liga é composta por 18 equipes, que disputam um total de 34 partidas. Ao final da temporada, quatro equipes são rebaixadas para a divisão inferior e um número igual é promovido.
O vencedor da temporada se classifica para a Liga dos Campeões da CAF, enquanto o vencedor da Copa do Zimbábue garante vaga na Copa da Confederação da CAF. Os campeões atuais são o FC Platinum, que venceu a Premier Soccer League do Zimbábue na temporada 2021/2022.

## Os clubes participantes (2023)[6]
- Black Rhinos
- Buffaloes
- CAPS United
- Chicken Inn
- Dynamos
- FC Platinum
- GreenFuel
- Herentals College
- Highlanders
- Hwange
- Manica United
- Simba Bhora
- Triangle United
- Yadah
- ZPC Kariba

## Lista de campeões
| Liga Nacional de Futebol da Rodésia | Liga Nacional de Futebol da Rodésia | Liga Nacional de Futebol da Rodésia               | Liga Nacional de Futebol da Rodésia               | Liga Nacional de Futebol da Rodésia               | Liga Nacional de Futebol da Rodésia               | Liga Nacional de Futebol da Rodésia               |                                                   |
| Edição                              | Ano                                 | Campeão                                           | Vice-campeão                                      | Terceiro colocado                                 | Artilheiro(s)                                     | Gols                                              |                                                   |
| ----------------------------------- | ----------------------------------- | ------------------------------------------------- | ------------------------------------------------- | ------------------------------------------------- | ------------------------------------------------- | ------------------------------------------------- | ------------------------------------------------- |
| 1ª                                  | 1962                                | Bulawayo Rovers (1.°)                             | Salisbury City                                    |                                                   |                                                   |                                                   |                                                   |
| 2ª                                  | 1963                                | Dynamos (1.°)                                     | Salisbury Callies                                 |                                                   |                                                   |                                                   |                                                   |
| 3ª                                  | 1964                                | Bulawayo Rovers (2.°)                             |                                                   |                                                   |                                                   |                                                   |                                                   |
| 4ª                                  | 1965                                | Dynamos (2.°)                                     |                                                   |                                                   |                                                   |                                                   |                                                   |
| 5ª                                  | 1966                                | Dynamos (3.°)                                     | Bulawayo Rovers                                   |                                                   |                                                   |                                                   |                                                   |
| 6ª                                  | 1967                                | State House Tornados (1.°)                        |                                                   |                                                   |                                                   |                                                   |                                                   |
| 7ª                                  | 1968                                | Bulawayo Sables (1.°)                             |                                                   |                                                   |                                                   |                                                   |                                                   |
| 8ª                                  | 1969                                | Bulawayo Sables (2.°)                             |                                                   |                                                   |                                                   |                                                   |                                                   |
| 9ª                                  | 1970                                | Dynamos (4.°)                                     |                                                   |                                                   |                                                   |                                                   |                                                   |
| 10ª                                 | 1971                                | Arcadia United (1.°)                              |                                                   |                                                   |                                                   |                                                   |                                                   |
| 11ª                                 | 1972                                | Salisbury Sables (1.°)                            |                                                   |                                                   |                                                   |                                                   |                                                   |
| 12ª                                 | 1973                                | Metal Box (1.°)                                   | Highlanders FC                                    |                                                   |                                                   |                                                   |                                                   |
| 13ª                                 | 1974                                | Salisbury Sables (2.°)                            |                                                   |                                                   |                                                   |                                                   |                                                   |
| 14ª                                 | 1975                                | Chibuku Shumba (1.°)                              |                                                   |                                                   |                                                   |                                                   |                                                   |
| 15ª                                 | 1976                                | Dynamos (5.°)                                     |                                                   |                                                   |                                                   |                                                   |                                                   |
| 16ª                                 | 1977                                | Zimbabwe Saints (1.°)                             |                                                   |                                                   |                                                   |                                                   |                                                   |
| 17ª                                 | 1978                                | Dynamos (6.°)                                     |                                                   |                                                   |                                                   |                                                   |                                                   |
| 18ª                                 | 1979                                | CAPS United (1.°)                                 | Zimbabwe Saints                                   |                                                   |                                                   |                                                   |                                                   |
| Zimbabué Premier Soccer League      |                                     |                                                   |                                                   |                                                   |                                                   |                                                   |                                                   |
| Edição                              | Ano                                 | Campeão                                           | Vice-campeão                                      | Terceiro colocado                                 | Artilheiro(s)                                     | Gols                                              |                                                   |
| 19ª                                 | 1980                                | Dynamos (7.°)                                     | Black Aces                                        |                                                   |                                                   |                                                   |                                                   |
| 20ª                                 | 1981                                | Dynamos (8.°)                                     | Rio Tinto                                         |                                                   |                                                   |                                                   |                                                   |
| 21ª                                 | 1982                                | Dynamos (9.°)                                     |                                                   |                                                   |                                                   |                                                   |                                                   |
| 22ª                                 | 1983                                | Dynamos (10.°)                                    | Rio Tinto                                         |                                                   |                                                   |                                                   |                                                   |
| 23ª                                 | 1984                                | Black Rhinos (1.°)                                | Arcadia United                                    |                                                   |                                                   |                                                   |                                                   |
| 24ª                                 | 1985                                | Dynamos (11.°)                                    | Highlanders FC                                    |                                                   |                                                   |                                                   |                                                   |
| 25ª                                 | 1986                                | Dynamos (12.°)                                    | CAPS United                                       |                                                   |                                                   |                                                   |                                                   |
| 26ª                                 | 1987                                | Black Rhinos (2.°)                                | Dynamos                                           |                                                   |                                                   |                                                   |                                                   |
| 27ª                                 | 1988                                | Zimbabwe Saints (2.°)                             | Dynamos                                           |                                                   |                                                   |                                                   |                                                   |
| 28ª                                 | 1989                                | Dynamos (13.°)                                    | Zimbabwe Saints                                   |                                                   |                                                   |                                                   |                                                   |
| 29ª                                 | 1990                                | Highlanders (1.°)                                 | CAPS United                                       |                                                   |                                                   |                                                   |                                                   |
| 30ª                                 | 1991                                | Dynamos (14.°)                                    | Black Rhinos                                      |                                                   |                                                   |                                                   |                                                   |
| 31ª                                 | 1992                                | Brack Aces (2.°)                                  | CAPS United                                       | Black Mambas FC                                   |                                                   |                                                   |                                                   |
| 32ª                                 | 1993                                | Highlanders (2.°)                                 | CAPS United                                       | Chapungu United                                   |                                                   |                                                   |                                                   |
| 33ª                                 | 1994                                | Dynamos (15.°)                                    | Highlanders                                       | Mhangura                                          |                                                   |                                                   |                                                   |
| 34ª                                 | 1995                                | Dynamos (16.°)                                    | Blackpool                                         | Black Aces                                        |                                                   |                                                   |                                                   |
| 35ª                                 | 1996                                | CAPS United (2.°)                                 | Dynamos                                           | Blackpool                                         | Alois (CAPS)                                      | 23                                                |                                                   |
| 36ª                                 | 1997                                | Dynamos (17.°)                                    | CAPS United                                       | Black Aces                                        |                                                   |                                                   |                                                   |
| 37ª                                 | 1998-99                             | Highlanders (3.°)                                 | Dynamos                                           | Zimbabwe Saints                                   | Chewe (Railstars)                                 | 24                                                |                                                   |
| 38ª                                 | 2000                                | Highlanders (4.°)                                 | Amazulu                                           | Dynamos                                           | Thomas (Shabanie)                                 | 16                                                |                                                   |
| 39ª                                 | 2001                                | Highlanders (5.°)                                 | Amazulu                                           | Shabanie Mine                                     | Tapfuma (CAPS)                                    | 19                                                |                                                   |
| 40ª                                 | 2002                                | Highlanders (6.°)                                 | Black Rhinos                                      | Amazulu                                           | Zenzo (Highlanders)                               | 21                                                |                                                   |
| 41ª                                 | 2003                                | Amazulu (1.°)                                     | Highlanders                                       | Dynamos                                           | Sageby (Amazulu)                                  | 17                                                |                                                   |
| 42ª                                 | 2004                                | CAPS United (3.°)                                 | Highlanders                                       | Shabanie Mine                                     | Leonard (CAPS)                                    | 18                                                |                                                   |
| 43ª                                 | 2005                                | CAPS United (4.°)                                 | Masvingo United                                   | Highlanders                                       | Edmore (Motor Act.)                               | 17                                                |                                                   |
| 44ª                                 | 2006                                | Highlanders (7.°)                                 | Motor Action                                      | Masvingo United                                   | Ralph (Highlanders)                               | 19                                                |                                                   |
| 45ª                                 | 2007                                | Dynamos (18.°)                                    | Highlanders                                       | Masvingo United                                   | Cuthbert (Chapungu)                               | 15                                                |                                                   |
| 46ª                                 | 2008                                | Monomotapa United (1.°)                           | Dynamos                                           | Njube Sundowns                                    | Evans (Njube Sund.)                               | 23                                                |                                                   |
| 47ª                                 | 2009                                | Gunners (1.°)                                     | Dynamos                                           | CAPS United                                       | Nyasha (CAPS)                                     | 21                                                |                                                   |
| 48ª                                 | 2010                                | Motor Action (1.°)                                | Dynamos                                           | Highlanders                                       | Norman (Gunners)                                  | 22                                                |                                                   |
| 49ª                                 | 2011                                | Dynamos (19.°)                                    | FC Platinum                                       | Motor Action                                      | Rodreck (Dynamos)                                 | 14                                                |                                                   |
| 50ª                                 | 2012                                | Dynamos (20.°)                                    | Highlanders                                       | Chicken Inn                                       | Nelson (Shabanie)                                 | 18                                                |                                                   |
| 51ª                                 | 2013                                | Dynamos (21.°)                                    | Highlanders                                       | Harare City                                       | Tendai (Chicken Inn)                              | 18                                                |                                                   |
| 52ª                                 | 2014                                | Dynamos (22.°)                                    | ZPC Kariba                                        | CAPS United                                       |                                                   |                                                   |                                                   |
| 53ª                                 | 2015                                | Chicken Inn (1.°)                                 | Dynamos                                           | FC Platinum                                       | Knox (Highlanders)                                | 14                                                |                                                   |
| 54ª                                 | 2016                                | CAPS United (5.°)                                 | FC Platinum                                       | Highlanders                                       | Leonard (CAPS)                                    | 11                                                |                                                   |
| 55ª                                 | 2017                                | FC Platinum (1.°)                                 | Dynamos                                           | Ngezi Platinum                                    | Mukhoshi Sibanda (Rovers)                         | 7                                                 |                                                   |
| 56ª                                 | 2018                                | FC Platinum (2.°)                                 | Ngezi Platinum                                    | Chicken Inn                                       |                                                   |                                                   |                                                   |
| 57ª                                 | 2019                                | FC Platinum (3.°)                                 | Chicken Inn                                       | CAPS United                                       |                                                   |                                                   |                                                   |
| #                                   | 2020                                | Campeonato suspenso devido à Pandemia de COVID-19 | Campeonato suspenso devido à Pandemia de COVID-19 | Campeonato suspenso devido à Pandemia de COVID-19 | Campeonato suspenso devido à Pandemia de COVID-19 | Campeonato suspenso devido à Pandemia de COVID-19 | Campeonato suspenso devido à Pandemia de COVID-19 |
| 58ª                                 | 2021-2022                           | FC Platinum (4.°)                                 | Chicken Inn                                       | Dynamos                                           | William Manondo (CAPS)                            | 17                                                |                                                   |

- : campeonatos consecutivos
- : soma de dez títulos

1. O Black Aces foi campeão em 1975 como Chibuku Shumba.

### Títulos por clube
| Clube             | Campeão | Anos do Títulos | Vice | Anos do Vice                                            |
| ----------------- | ------- | --- | ---- | ------------------------------------------------------- |
| Dynamos           | 22      | 1963, 1965, 1966, 1970, 1976, 1978, 1980, 1981, 1982, 1983, 1985, 1986, 1989, 1991, 1994, 1995, 1997, 2007, 2011, 2012, 2013, 2014 | 9    | 1987, 1988, 1996, 1998-99, 2008, 2009, 2010, 2015, 2017 |
| Highlanders       | 7       | 1990, 1993, 1998/99, 2000, 2001, 2002, 2006                                                                                        | 8    | 1973, 1985, 1994, 2003, 2004, 2007, 2012, 2013          |
| CAPS United       | 5       | 1979, 1996, 2004, 2005, 2016 | 5    | 1986, 1990, 1992, 1993, 1997                            |
| Platinum          | 3       | 2017, 2018, 2019 | 2    | 2011, 2016                                              |
| Zimbabwe Saints   | 2       | 1977, 1988 | 2    | 1979, 1989                                              |
| Black Rhinos      | 2       | 1984, 1987 | 2    | 1991, 2002                                              |
| Bulawayo Rovers   | 2       | 1962, 1964 | 1    | 1966                                                    |
| Black Aces        | 2       | 1975, 1992 | 1    | 1980                                                    |
| Bulawayo Sables   | 2       | 1968, 1969 | 0    |                                                         |
| Salisbury Sables  | 2       | 1972, 1974 | 0    |                                                         |
| AmaZulu           | 1       | 2003 | 2    | 2000, 2001                                              |
| Arcadia United    | 1       | 1971 | 1    | 1984                                                    |
| Motor Action      | 1       | 2010 | 1    | 2006                                                    |
| Checkein Inn      | 1       | 2015 | 1    | 2019                                                    |
| State Tornadoes   | 1       | 1967 | 0    |                                                         |
| Metal Box         | 1       | 1973 | 0    |                                                         |
| Monomotapa United | 1       | 2008 | 0    |                                                         |
| Gunners           | 1       | 2009 | 0    |                                                         |
| Rio Tinto         | 0       | | 2    | 1981, 1983                                              |
| Salisbury City    | 0       | | 1    | 1962                                                    |
| Salisbury Callies | 0       | | 1    | 1963                                                    |
| Blackpool         | 0       | | 1    | 1995                                                    |
| Masvingo United   | 0       | | 1    | 2005                                                    |
| ZPC Kariba        | 0       | | 1    | 2014                                                    |
| Ngezi Platinum    | 0       | | 1    | 2018                                                    |

## Participações na Liga dos Campeões da CAF
| Clube             | N° | Ano                                                                                                   |
| ----------------- | -- | --- |
| Dynamos           | 17 | 1981, 1982, 1983, 1984, 1986, 1987, 1990, 1995, 1996, 1998, 1999, 2008, 2010, 2011, 2012, 2013, 2014. |
| Highlanders       | 6  | 1991, 2000, 2001, 2002, 2003, 2007.                                                                   |
| CAPS United       | 4  | 1997, 2005, 2006, 2017.                                                                               |
| Black Rhinos      | 2  | 1985, 1988.                                                                                           |
| Platinum          | 3  | 2012, 2018, 2019.                                                                                     |
| Zimbabwe Saints   | 1  | 1989                                                                                                  |
| Amazulu           | 1  | 2004                                                                                                  |
| Monomotapa United | 1  | 2009                                                                                                  |
| Gunners           | 1  | 2010                                                                                                  |
| Motor Action      | 1  | 2011                                                                                                  |
| Chicken Inn       | 1  | 2016                                                                                                  |